# Commiphora monstruosa
Commiphora monstruosa là một loài thực vật có hoa trong họ Burseraceae. Loài này được (H.Perrier) Capuron mô tả khoa học đầu tiên năm 1962.